# Puigsec (Vallfogona de Ripollès)
Puigsec és una entitat de població del municipi de Vallfogona de Ripollès a la comarca del Ripollès. En el cens de 2009 tenia 9 habitants.